# تپه سوخته سمنگان علیا
تپه سوخته سمنگان علیا مربوط به دوره اشکانیان - متأخر دوران‌های تاریخی پس از اسلام است و در شهرستان صحنه، بخش مرکزی، روستای سمنگان علیا واقع شده و این اثر در تاریخ ۳۰ تیر ۱۳۸۴ با شمارهٔ ثبت ۱۲۱۹۳ به‌عنوان یکی از آثار ملی ایران به ثبت رسیده است.